# 314

## Догађаји
- Гај Цезоније Цејоније Руф Волусијан и Петроније Анијан - римски конзули .
- Константин је уздигао заповедника Басијана у чин цезара. Женидба Басијана са Константиновом сестром Анастасијом. Басијанова завера против Константина, која је била повезана са Лицинијем, била је откривена.
- Рат између Константина и Лицинија. Две тешке Константинове победе: у Панонији код Кибалије и у Тракији. Лициније се повукао у Македонију и затражио мир. Константин је својим властелинствима припојио Панонију, Далмацију, Дакију, Македонију и Грчку.
- Епископски сабор у Арелату на западу царства. њиме председава Константин. Дезертирање из војске је забрањено под казном екскомуникације.
- Папа Свети Силвестар I (314-335)
- Епископ јерусалимски Макарије I (314-333)
- Епископ антиохијски Свети Филогоније (314-324)
- Епископ византијски (Цариградски) Александар (314-337)
- Лиу Јао је поражен код Чанг'ана.
- Хан Илу је добио титулу Даи-ван.